# لاینه یاهر
لاینه یاهر (انگلیسی: Line Jahr؛ زادهٔ ۱۶ ژانویهٔ ۱۹۸۴) اسکی‌باز پرش اهل نروژ است.

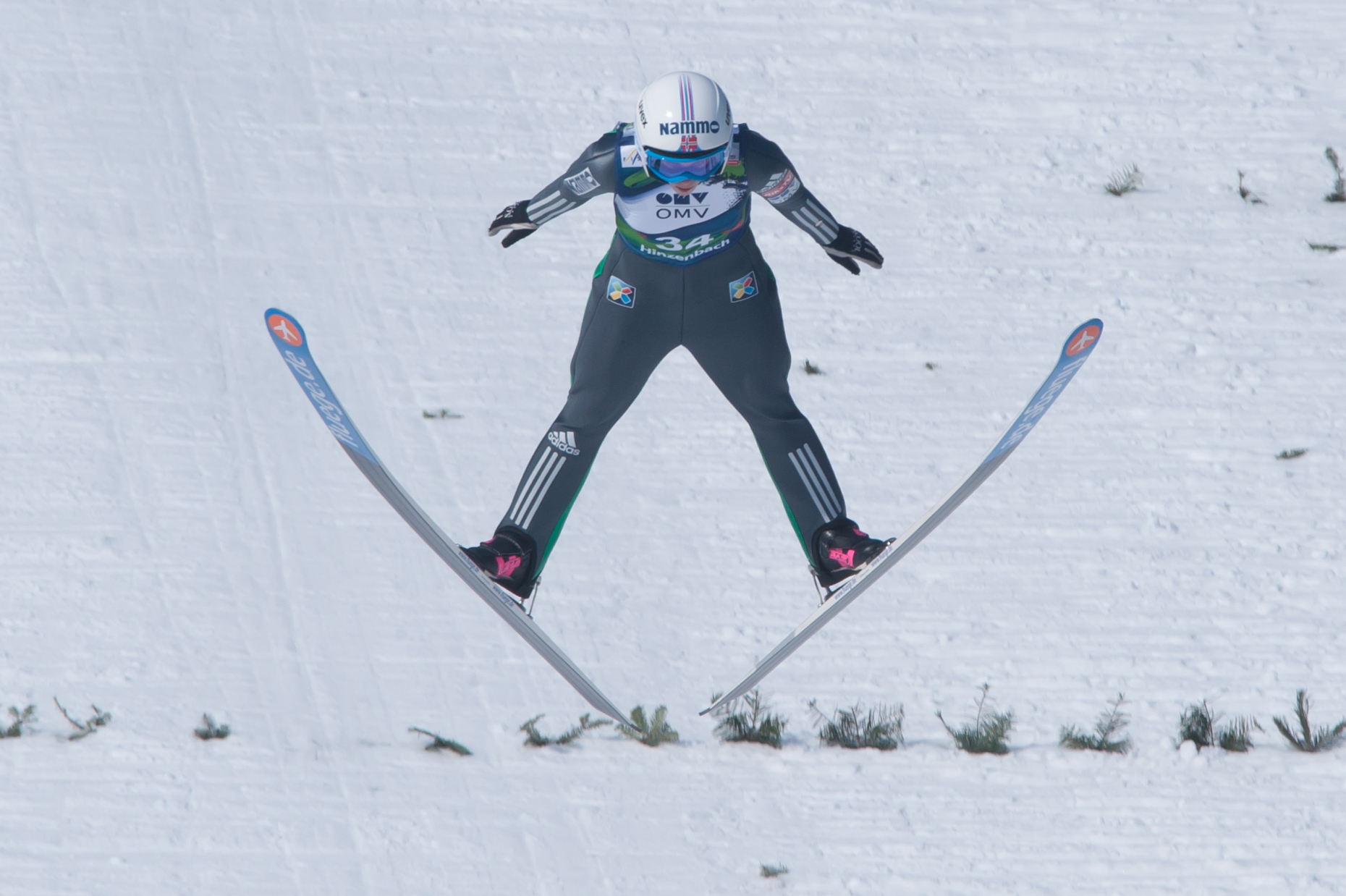
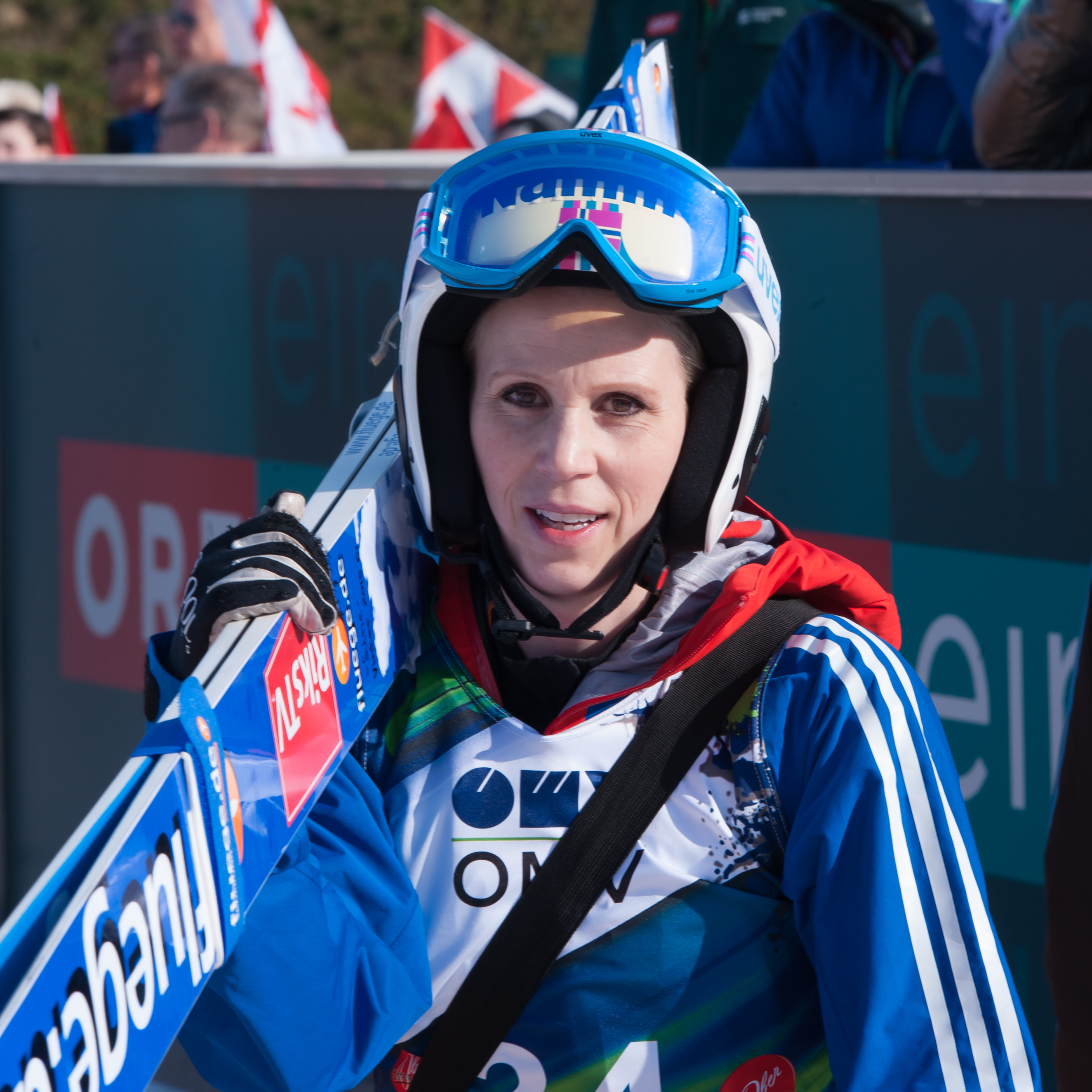
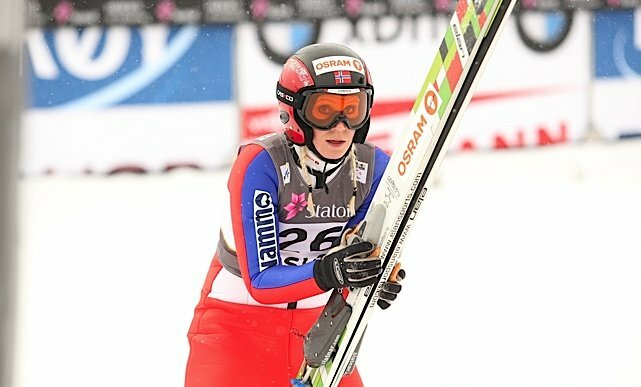